# 寸關尺
寸、關、尺是中醫脈診術語，是中醫師把脈時按診症者兩手手腕寸口的位置。「關」為手腕橈骨突起（橈骨莖突）的位置，「關」之前為「寸」，「關」之後則為「尺」。這個位置的脈動分別稱為「寸脈」、「關脈」及「尺脈」。中醫師以手通過觸、摸、壓等動作，直接感應這些位置所帶出脈動，並配合四診（望、聞、問、切）斷症。
一般搭脈定位的順序是：先以中指定關位，再以食指定寸位、無名指定尺位，三指自然併攏均勻平放，完成寸關尺的定位。但有時橈骨莖突並不突顯或異於常人，簡易定位方式則是食指靠近掌骨、手腕橫紋處定寸位，中指、無名指併攏放在關位、尺位，完成寸關尺定位。
雙手寸關尺三個位置分別用以診斷身體不同臟象的情況。現時臨床上各位置分別診斷的臟腑如下：
| 左手 | 左手 | 左手       |
|      | 五行 | 臟腑       |
| ---- | ---- | ---------- |
| 寸脈 | 火   | 心、心包絡 |
| 關脈 | 木   | 肝、膽     |
| 尺脈 | 水   | 腎、膀胱   |

| 右手 | 右手 | 右手               |
|      | 五行 | 臟腑               |
| ---- | ---- | ------------------ |
| 寸脈 | 金   | 肺、胸中           |
| 關脈 | 土   | 脾、胃             |
| 尺脈 | 水   | 腎（或命門）、大腸 |

## 註解
1. ↑   許中華. . 臺灣: 天下生活（康健）. 2015年10月: p.135~p.136. ISBN 978-957-0388-67-1 （中文（臺灣））.